# Burkburnett
Burkburnett è una città della contea di Wichita, Texas, Stati Uniti. Al censimento del 2010, la popolazione era di 10.811 abitanti.

## Geografia fisica
Secondo lo United States Census Bureau, ha un'area totale di 9,5 mi² (24,60 km²).

## Società

### Evoluzione demografica
Secondo il censimento del 2010, la popolazione era di 10.811 abitanti.

### Etnie e minoranze straniere
Secondo il censimento del 2010, la composizione etnica della città era formata dal 91,2% di bianchi, il 2,7% di afroamericani, l'1,3% di nativi americani, l'1,0% di asiatici, lo 0,0% di oceanici, l'1,6% di altre razze, e il 2,2% di due o più etnie. Ispanici o latinos di qualunque razza erano l'8,1% della popolazione.